# 和田河

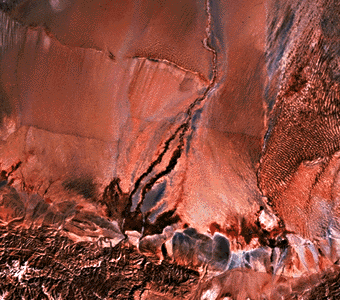
和田河

和田河（維吾爾語：خوتەن دەرياسى‎，拉丁维文：Xoten deryasi），旧称和阗河、和阗郭勒或和阗达里雅，是塔里木河上游三大源流之一。

## 水文
和田河位于新疆塔里木盆地西南部，有喀拉喀什河和玉龙喀什河两源，西源（喀拉喀什河）为主源，
发源于阿克塞欽喀喇昆仑山脉南端的冰河34°51′35″N 78°32′26″E / 34.85972°N 78.54056°E，自西南向東北流经河尾灘，与发源于昆仑山脉的喀拉塔格山（Kara Tagh）、土兹达万山口、南屏雪山等南坡的支流会合后，流出阿克塞欽盆地，经墨玉绿洲，在洛浦县塔土尕依东北约15千米处与玉龙喀什河汇流成和田河。全长1127公里，流域面积4.9万平方公里，年径流量23.1亿立方米。东源（玉龙喀什河）发源于新疆策勒县南部昆仑山的齐木里克（Qimulike）及土格塔什（Togatax ；克里雅山口西边，西藏阿里日土县郭扎错的北部）。两河汇合后为和田河下游，长319公里，从南流向北，洪水季节河水可直穿400多公里的塔克拉玛干沙漠注入塔里木河，约有9∼10个月只流到和田以北便消失而处於乾涸状态。是新疆唯一穿过塔克拉玛干沙漠的大河，在阿瓦提县肖夹克附近和阿克苏河和叶尔羌河汇合为塔里木河。每年向塔里木河输水11亿立方米。
河水靠山地降水及冰川融水补给，灌溉和田绿洲。中游在流经塔克拉玛干沙漠过程中，河水因为渗漏严重而水量大减，洪水时期挟带大量泥沙进入塔里木河，是唯一从塔克拉玛干沙漠腹地穿过的河流，流经沙漠400余公里，河宽达5公里，径流年际变化小，年内分配不均，夏季径流约占全年径流的70－80%，和田河在下游分为两支：东支为老和田河，已完全干涸；西支为新和田河，在肖夹克入塔里木河。在横跨塔克拉玛干沙漠过程中，蒸发、渗漏严重，水量大减。和田河占三大源流补给量为22.5%。洪水期挟带大量泥沙进入塔里木河。1999年8月3日，和田河发生2610m3/s历史最大洪水，和田绿洲经历了严重的洪水灾害。

## 生態
夏季洪水使得和田河下游天然绿色走廊得以生存野生动物北山羊、野猪、鹅喉羚、马鹿、塔里木野兔等野生动物出没于这片沙漠绿洲中。和田河是条季节河，6-8月河流汛期河流可以漂流。非河流汛期河床结冰或河流完全干涸，5到10公里宽的干涸河床形成了一条带状沙地，两岸有胡杨林，河床内有水源，成爲橫貫塔克拉瑪干沙漠的綠色通道，是旅游的理想线路。